# Scooby-Doo : Rencontre avec Kiss
Série
Scooby-Doo et le Monstre de l'espace
(2015) Lego Scooby-Doo : Le Fantôme d'Hollywood
(2016)
Pour plus de détails, voir Fiche technique et Distribution.
Scooby-Doo : Rencontre avec Kiss (Scooby-Doo! and Kiss: Rock and Roll Mystery) est un film d'animation américain réalisé par Spike Brandt et Tony Cervone et sorti en 2015 directement en vidéo. En France, il a été diffusé pour la première fois le 23 mars 2016 sur Boomerang.
C'est le 25e long métrage de la série de films avec Scooby-Doo produite par Hanna-Barbera Productions.
Le film suit Scooby-Doo, Fred, Daphné, Vera et Sammy qui visitent le parc d'attractions du célèbre groupe de rock Kiss. Ils se retrouvent attaqués par une sorcière. La bande à Scooby-Doo commence donc à chercher des indices pour résoudre ce mystère. 

## Synopsis
Fred, Daphné, Velma, Shaggy et Scooby-Doo se rendent dans un parc d'attractions appelé Kiss World pour voir Kiss  lors de leur grand concert d'Halloween et résoudre un mystère, principalement parce que Daphné a le béguin pour Starchild, au grand dam de Fred. Cependant, lorsque le gang arrive, le chef de la sécurité et ancienne employée de la défense du gouvernement, Delilah Domino, refuse de les laisser entrer pour des raisons inexpliquées, mais ils se faufilent quand même, pour être rattrapés par Delilah, qui les bannit de Kiss World sous soupçon de vigilance. À ce moment-là, Kiss arrive et après que le gang ait expliqué qu'ils étaient là pour aider, ils disent à Delilah que les enfants sont libres de rester, ce qu'elle accepte à contrecœur, même si elle ne leur fait pas confiance simplement parce qu'ils sont des détectives amateurs. The Demon s'oppose initialement à l'idée à cause de Scooby lui aspergeant accidentellement un pistolet à eau alors qu'il est venu voir Shaggy et Scooby pour une visite surprise mais cède plus tard. Alors que le gang se sépare pour trouver des indices, Shaggy et Scooby sont poursuivis par une entité ; Kiss vient à leur secours. Ils disent au gang que l'entité s'appelle la Sorcière Pourpre, qu'elle terrorise le parc depuis un moment et qu'ils ont besoin qu'elle disparaisse avant le concert. Pendant ce temps, Delilah blâme le superviseur du parc Manny Goldman pour les dégâts causés à Kiss World, menaçant de le conduire à la faillite s'il ne ferme pas le parc pour des raisons de sécurité tout en promettant de retrouver le gang et de les « arrêter ».
Une étrange diseuse de bonne aventure, perpétuellement pieds nus, nommée Chikara, dit que la sorcière vient d'un univers alternatif appelé Kissteria et prévoit d'utiliser le Black Diamond Kiss utilisé dans leur chanson à succès "Detroit Rock City" pour invoquer un monstre appelé The Destroyer pour conquérir la Terre. ce que Velma a du mal à croire. Pour arrêter la sorcière cramoisie, le gang utilise le diamant pour attirer la sorcière. Cependant, la Sorcière Pourpre les poursuit à travers un portail vers Kissteria. Elle parvient à voler le diamant et à libérer The Destroyer, mais le gang et Kiss arrivent dans un vaisseau spatial pour arrêter le monstre. Le gang retourne ensuite sur Terre, où ils se réveillent en croyant que le gaz de la sorcière les a tous provoqués par une hallucination. Ils démasquent la sorcière cramoisie sous le nom de Delilah, qui souhaitait non seulement vendre le Black Diamond (nécessaire à la technologie laser) à une entreprise de défense concurrente pour se venger de ses anciens employeurs, mais également éloigner Mystery Inc. de son projet tout en se déguisant en sorcière. agent de sécurité, craignant qu'ils ne gâchent tout son complot. Vaincue, Delilah jure de poursuivre Mystery Inc. pour sa dénonciation avant d'être emmenée en prison, et Kiss accepte de la voir au tribunal en leur nom.  
Plus tard, Starchild embrasse Daphné juste devant Fred. Daphné embrasse alors Fred sur la joue, pour son plus grand plaisir. Gene Simons fait un sourire à Shaggy et Scooby. Shaggy et Scooby voient alors Kiss s'envoler avec le Black Diamond pour le présenter à la Smithsonian Institution. Shaggy demande à Scooby s'ils doivent parler à Velma de ce qu'ils ont vu. Cependant, Scooby suggère que non, déclarant : « pourquoi bouleverser son monde ? »

## Fiche technique
- Titre : Scooby-Doo : Rencontre avec Kiss
- Titre original : Scooby-Doo! and Kiss: Rock and Roll Mystery
- Réalisation : Spike Brandt et Tony Cervone
- Scénario : Kevin Shinick d'après les personnages créés par William Hanna et Joseph Barbera
- Musique : Andy Sturmer
- Société de production : Warner Bros. Animation
- Pays : États-Unis
- Langue : anglais
- Format : couleur - son stéréo
- Genre : Animation, aventure, comédie horrifique, science-fiction et film musical
- Durée : 78 minutes
- Dates de sortie :
  - États-Unis : 21 juillet 2015
  - France : 26 août 2015

## Distribution

### Voix originales
- Frank Welker : Fred Jones / Scooby-Doo
- Matthew Lillard : Sammy Rogers
- Mindy Cohn : Véra Dinkley
- Grey Griffin : Daphné Blake
- Doc McGhee : Chip McGhoo
- Paul Stanley : The Starchild
- Tommy Thayer : The Spaceman
- Gene Simmons : The Demon
- Eric Singer : The Catman
- Darius Rucker : Le Destructeur
- Pauley Perrette : Delilah Domino, The Crimson Witch
- Garry Marshall  : Manny Goldman
- Penny Marshall  : The Elder
- Jennifer Carpenter  : Chikara
- Doc McGhee  : Chip McGhoo
- Rachel Ramras : Shandi Strutter

### Voix françaises
- Mathias Kozlowski : Fred Jones
- Éric Missoffe : Sammy Rogers / Scooby-Doo
- Caroline Pascal : Véra Dinkley
- Céline Melloul : Daphné Blake
- Emmanuel Curtil : Paul Stanley
- Brigitte Virtudes : Delilah
- Michel Vigné : Demon
- Michel Voletti : Goldman
- Cédric Ingard : Spaceman
- Laurent Larcher : Catman
- Nathalie Bienaimé : Shandi
- Jacques Bouanich : Chip McGhoo
- Stephanie Lafforgue : Chikara

## Suite
Le 19 novembre 2017, Kiss annonce sur leur page Facebook qu'une suite est en production.

## Sortie vidéo (France)
Le téléfilm est sorti sur le support DVD en France :
- Scooby-Doo! rencontre avec Kiss (DVD-9 Keep Case) sorti le 26 août 2015 édité par Warner Bros. et distribué par Warner Home Vidéo France. Le ratio écran est en 1.78:1 panoramique 16:9. L'audio est en Français, Anglais, Espagnol et Suédois 5.1 Dolby Digital avec sous-titres en français et anglais pour sourds et malentendants. En supplément les gaffes de Kiss et "Êtes-vous un Scooby ou un Sammy ?". La durée du film est de 78 minutes. Il s'agit d'une édition Zone 2 Pal[2].